# Rzeczyn (województwo wielkopolskie)
Rzeczyn – osada w Polsce, w województwie wielkopolskim, w powiecie czarnkowsko-trzcianeckim, w gminie Krzyż Wielkopolski.
Do 2023 miejscowość była częścią wsi Brzegi.
W latach 1975–1998 Rzeczyn należał administracyjnie do województwa pilskiego.